# Max Schultz

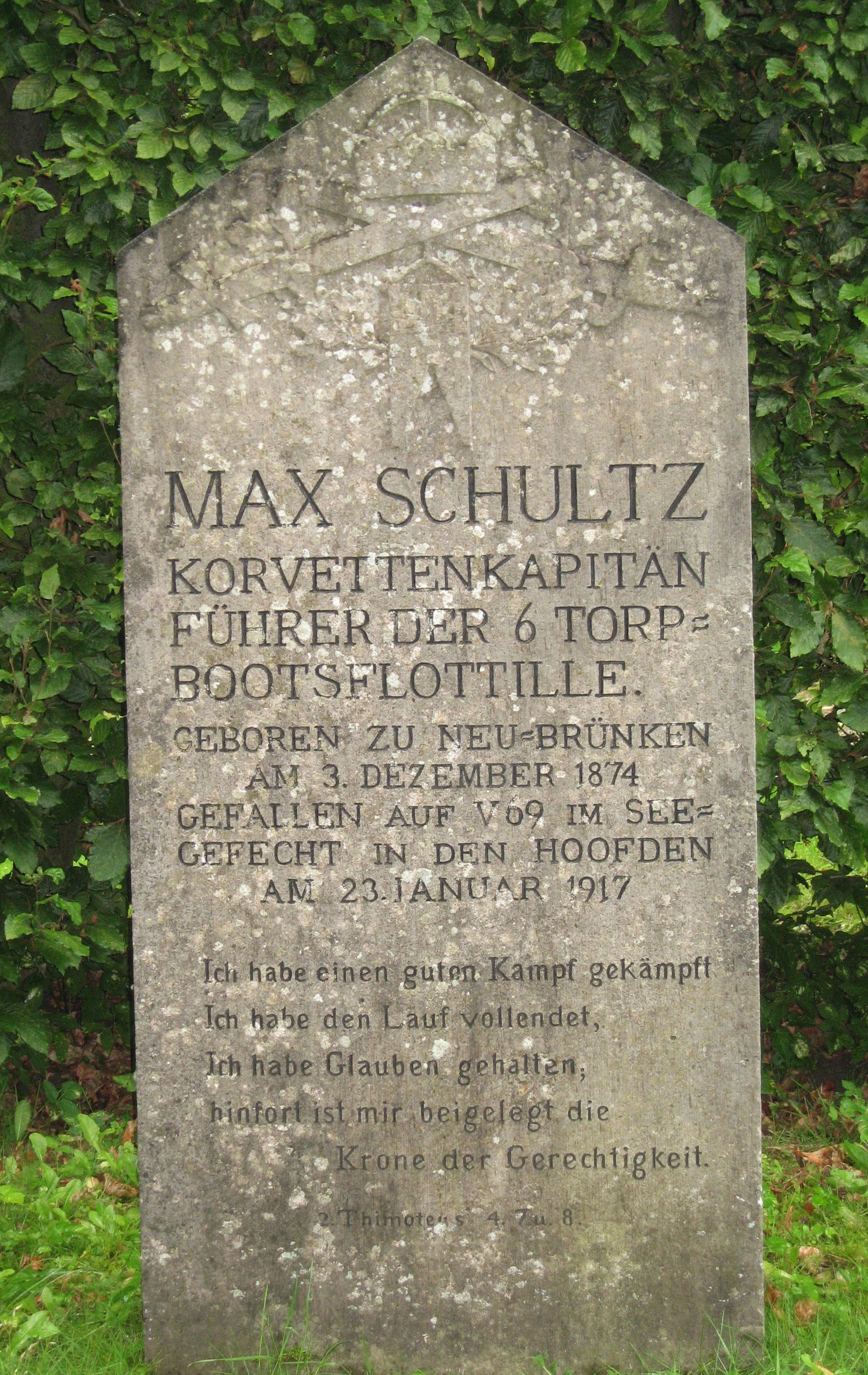
Gedenkstein für Max Schultz in Wilhelmshaven

Max Konrad Felix Schultz (* 3. Dezember 1874 in Neu Brünken, Pommern; † 23. Januar 1917 in den Hoofden) war ein deutscher Marineoffizier, zuletzt Korvettenkapitän und Chef einer Torpedobootsflottille.

## Laufbahn
Max Schultz trat 1894 in die Kaiserliche Marine ein. Sein erstes Kommando erhielt er in der I. Torpedobootsflottille unter Korvettenkapitän Leberecht Maaß. Nach Tätigkeit im Reichsmarineamt wurde er 1913 Chef der VI. Torpedobootsflottille. Mit dieser nahm er im Ersten Weltkrieg an verschiedenen Vorstößen der Hochseeflotte teil, darunter am Gefecht auf der Doggerbank und der Skagerrakschlacht, während der er mit seiner Flottille einen Entlastungsangriff auf die Hauptmacht der britischen Schlachtflotte fuhr. 
Bei ihrer Verlegung nach Zeebrügge stieß die von ihm geführte VI. T-Flottille am 23. Januar 1917 in den Hoofden auf überlegene britische Kräfte. Sein Führerboot, das Torpedoboot V 69, wurde bei dem folgenden Seegefecht mit britischen Leichten Kreuzern schwer beschädigt und er selbst wurde durch einen Volltreffer auf die Kommandobrücke getötet. Das Boot konnte trotz schwerer Schäden nach IJmuiden eingebracht werden.

## Ehrungen
- Schultz wurde am 5. Juni 1916, für die Führung seiner Torpedobootsflottille während der Skagerrakschlacht, mit dem Ritterkreuz des Königlich Preußischen Hausordens von Hohenzollern mit Schwertern ausgezeichnet.
- Die Kriegsmarine benannte ihren Zerstörer Z 3 Max Schultz nach ihm.
- Auf dem Ehrenfriedhof in Wilhelmshaven befindet sich ein Gedenkstein für Max Schultz.